# Gare du Vivier d'Oie
La gare du Vivier d'Oie (en néerlandais : station Diesdelle) est une gare ferroviaire belge de la ligne 26, de Schaerbeek à Hal, située sur le territoire de la commune d'Uccle dans la région de Bruxelles-Capitale. C'est l'une des cinq gares de la commune.
Elle est mise en service à la fin de l'année 2007 par la Société nationale des chemins de fer belges (SNCB).
C’est une halte voyageurs du RER bruxellois (S), desservie par des trains Suburbains (S).

## Situation ferroviaire
Établie à environ 75 mètres d'altitude, la gare de Vivier d'Oie est située au point kilométrique (PK) 16,000 de la ligne 26, de Schaerbeek à Hal, entre les gares de Boondael et de Saint-Job.

## Histoire
La halte du Vivier d'Oie est mise en service le 9 décembre 2007 par la Société nationale des chemins de fer belges (SNCB), en un point intéressant car situé à proximité de deux des principales voies routières, la Chaussée de Waterloo et la Drève de Lorraine, empruntées par les véhicules qui entrent dans Bruxelles.
Elle compte deux passerelles et est prévue pour recevoir des ascenseurs qui n’ont pas encore été installés. Chaque quai peut être rejoint par des plans inclinés et compte plusieurs accès vers les rues avoisinantes. La longueur de quai est de 250 mètres. 
Fin 2017, pour faire face aux nombreux graffitis sur les structures que compte cette gare, il a été décidé conjointement par la SNCB et la commune d’Uccle de faire appel à des graffeurs professionnels qui ont entièrement recouvert ces surfaces de grandes fresques,.
En octobre 2021, les deux abris de quai sont démontés et quatre nouveaux abris dotés de bancs sont installés.

## Service des voyageurs

### Accueil
Halte de la SNCB, c'est un point d'arrêt non géré (PANG) à accès libre. Elle est équipée d'un automate pour l'achat de titres de transport. Les quais sont dotés de bancs et de quatre abris.
Les plans de la gare sont conformes aux nouvelles normes en matière d’accessibilité pour les personnes à mobilité réduite et les vélos, avec au moins un accès en pente douce pour chaque quai. Des ascenseurs sont prévus depuis la passerelle principale, mais n’ont pas encore été installés en 2021 ; seules les rampes, qui sont situées près de la deuxième passerelle, sont alors utilisables. En outre, seule la passerelle principale peut être traversée sans devoir emprunter un escalier.

### Desserte
Vivier d'Oie est desservie par des trains Suburbains (S),.
En semaine, la gare est desservie par trois trains par heure dans chaque sens : des trains S19 entre Brussels-Airport-Zaventem et Nivelles ou Charleroi-Central, des trains S5 de Malines à Hal et des trains S7 de Vilvorde à Hal ou Enghien.
Les week-ends et jours fériés, la desserte comprend deux trains par heure dans chaque sens :
- des S19 Louvain - Brussels-Airport - Nivelles ;
- des S5 entre Hal et Malines.

Aucun de ces trains ne rejoint la jonction Nord-Midi, d'où partent les trains vers les principales destinations. Il y a lieu, pour ce faire, de prendre les bus vicinaux qui passent par la Chaussée de Waterloo ou de prendre le train jusqu'à la gare de Bruxelles-Luxembourg, d'où des correspondances sont possibles vers Bruxelles-Central.

Installations et desserte
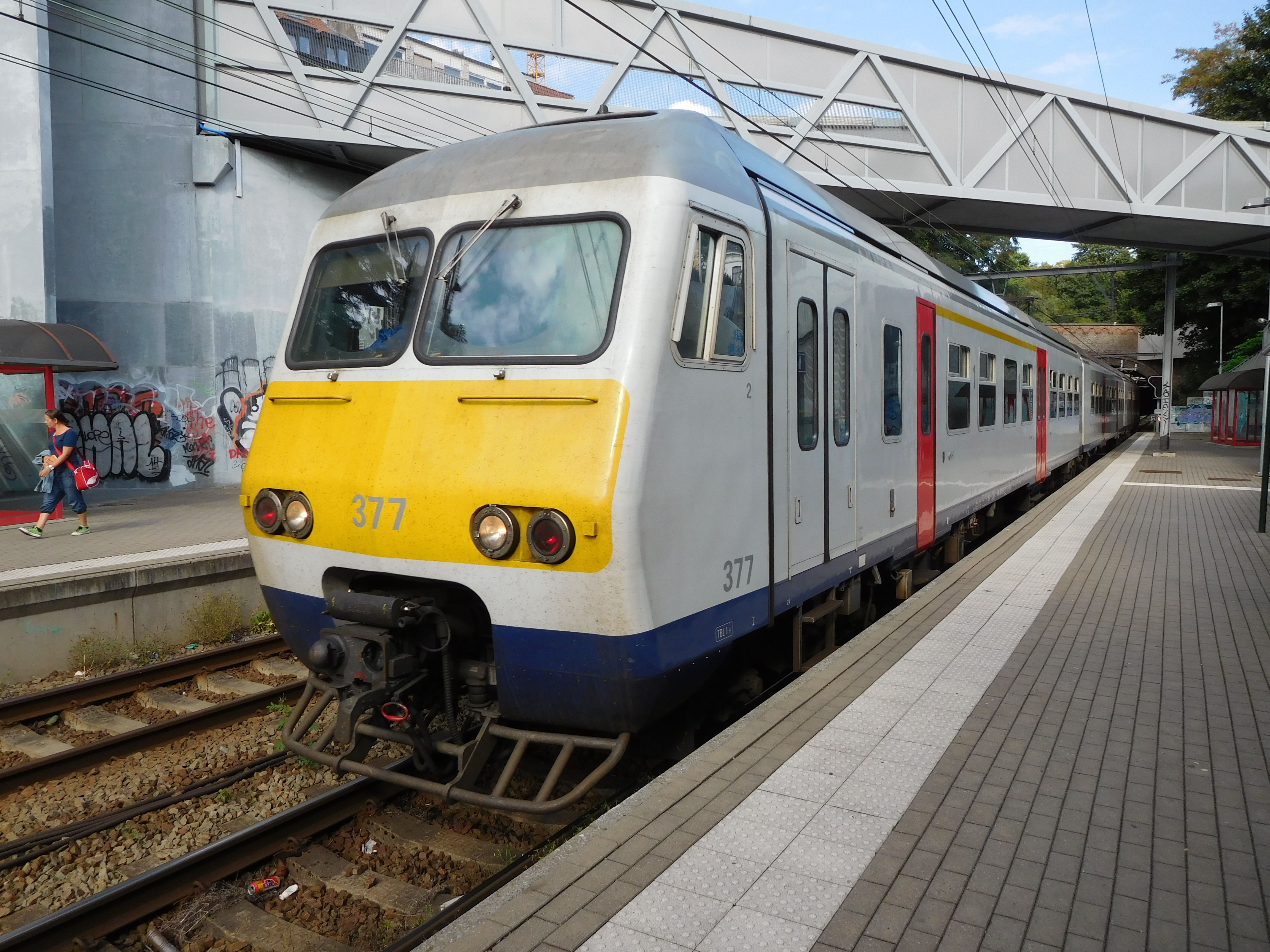
Arrivée d’un train S9 (2017).
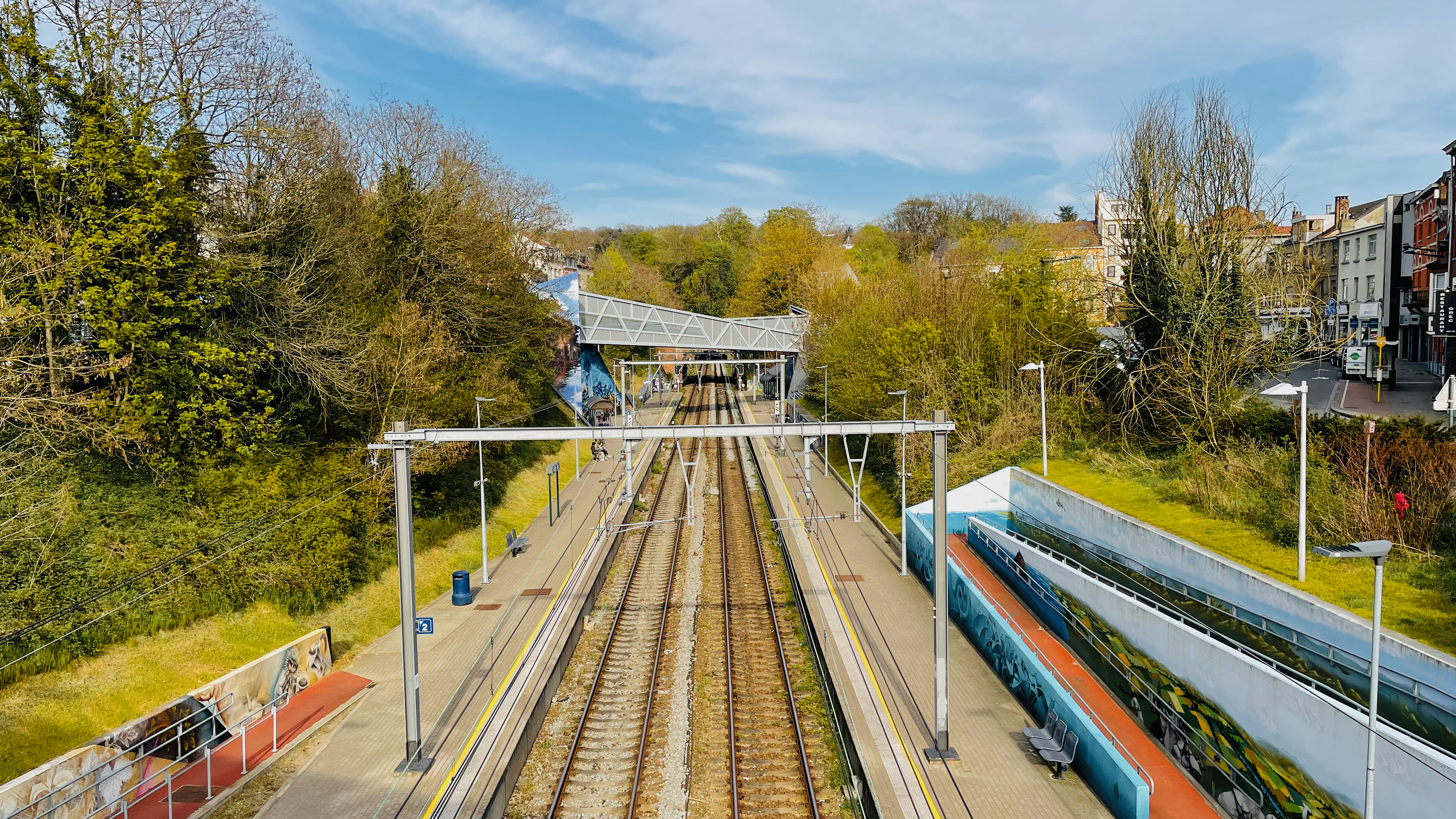
Vue d'ensemble depuis la seconde passerelle.
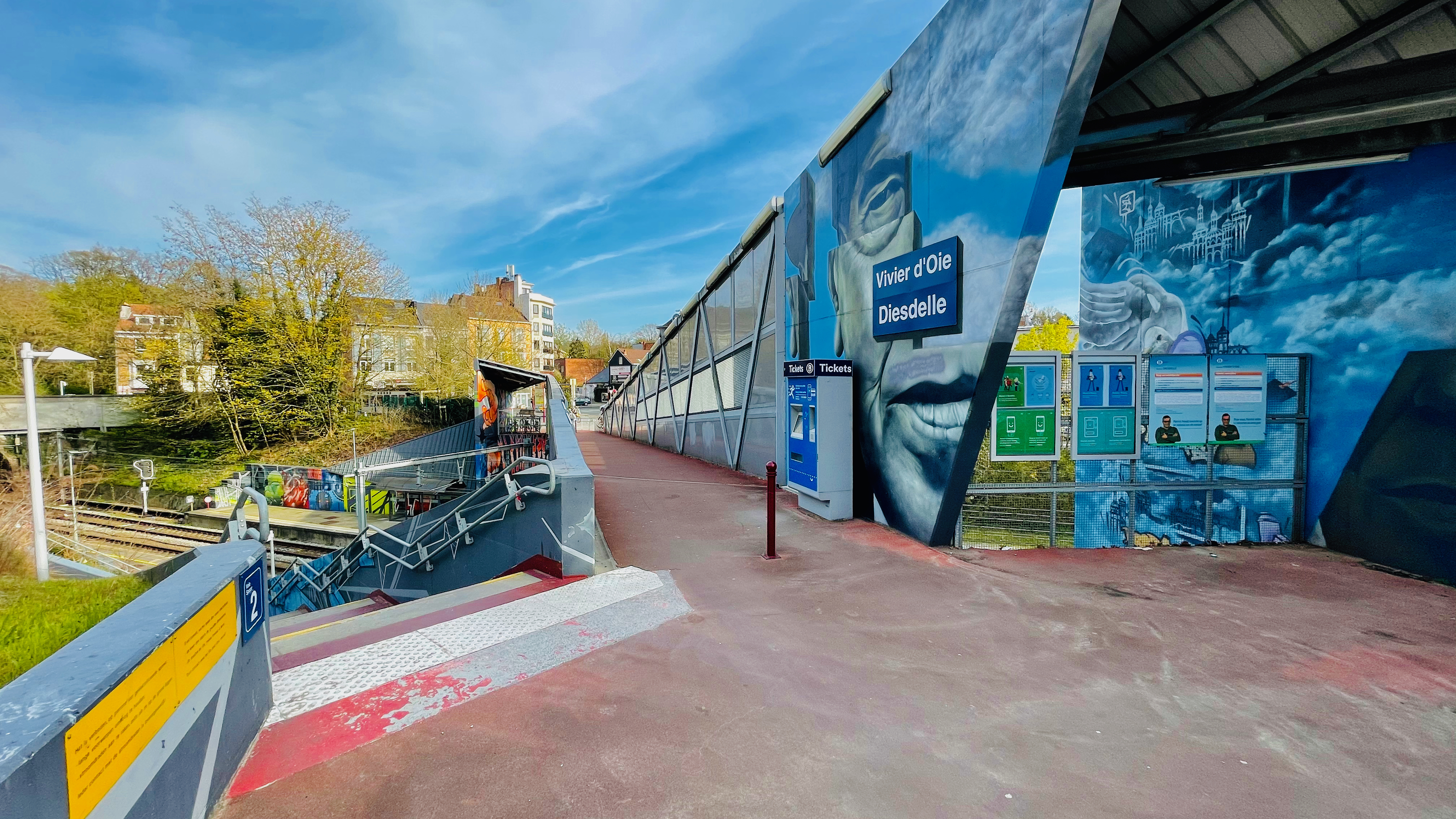
Passerelle principale.
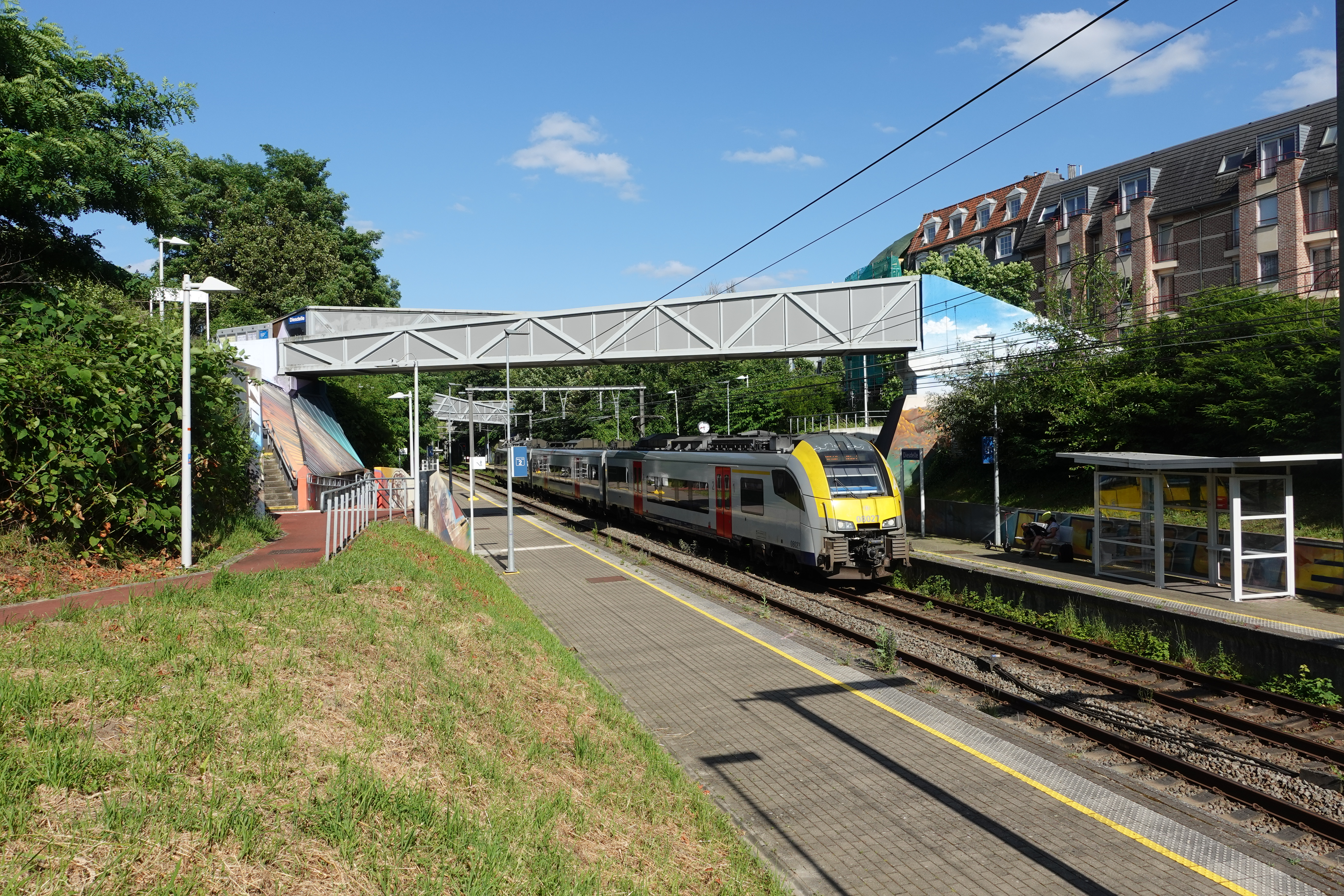
Train sous la seconde passerelle.

### Intermodalité
Des parkings pour les véhicules y sont aménagés, de chaque côté des voies, à proximité des accès aux deux passerelles qui permettent l'accès aux quais et le passage au-dessus des voies.
À proximité se trouve l'arrêt Vivier d'Oie desservi par les bus 43 et N10 de la Société des transports intercommunaux de Bruxelles (STIB), ainsi que par les 124 et 136 du réseau De Lijn et par les lignes 365a et W du réseau Société régionale wallonne du transport (TEC).
Une borne des vélos partagés Villo! se trouve à proximité.

## Comptage voyageurs
Ce graphique et tableau montre le nombre de voyageurs embarquant en moyenne durant la semaine, le samedi et le dimanche.
| Nombre de passagers qui embarquent à la gare du Vivier d'Oie | Nombre de passagers qui embarquent à la gare du Vivier d'Oie | Nombre de passagers qui embarquent à la gare du Vivier d'Oie | Nombre de passagers qui embarquent à la gare du Vivier d'Oie |
|                                                              | Semaine                                                      | Samedi                                                       | Dimanche                                                     |
| ------------------------------------------------------------ | ------------------------------------------------------------ | ------------------------------------------------------------ | ------------------------------------------------------------ |
| 2008                                                         | -                                                            | -                                                            | -                                                            |
| 2009                                                         | 386                                                          | -                                                            | -                                                            |
| 2010                                                         | -                                                            | -                                                            | -                                                            |
| 2011                                                         | -                                                            | -                                                            | -                                                            |
| 2012                                                         | 366                                                          | -                                                            | -                                                            |
| 2013                                                         | 390                                                          | -                                                            | -                                                            |
| 2014                                                         | 367                                                          | -                                                            | -                                                            |
| 2015                                                         | 451                                                          | -                                                            | -                                                            |
| 2016                                                         | 510                                                          | -                                                            | -                                                            |
| 2017                                                         | 740                                                          | -                                                            | -                                                            |
| 2018                                                         | 778                                                          | 140                                                          | 88                                                           |
| 2019                                                         | 788                                                          | 81                                                           | 80                                                           |
| 2020                                                         | 559                                                          | 114                                                          | 91                                                           |
| 2021                                                         | -                                                            | -                                                            | -                                                            |
| 2022                                                         | 875                                                          | 221                                                          | 141                                                          |
| 2023                                                         | 454                                                          | 82                                                           | 89                                                           |
| 2024                                                         | 646                                                          | 122                                                          | 93                                                           |

### Webographie
- SNCB, « La gare de Vivier d’Oie rehaussée de couleurs », sur belgianrail.be, 22 septembre 2017 (consulté le 6 décembre 2018).